# Euskal Trenbide Sarea
Euskal Trenbide Sarea (spanisch Red Ferroviaria Vasca, deutsch Baskisches Eisenbahnnetz, kurz: ETS) ist ein spanischer Infrastrukturbetreiber. ETS wurde 2004 von der baskischen Regionalregierung gegründet. Viele der 274 Mitarbeiter wurden von Ingeniería para el Metro de Bilbao oder von Eusko Trenbideak übernommen.
Das meterspurige Netz hat eine Streckenlänge von 200 km, davon sind 65 km zweigleisig. Es ist bis auf 17 km fast vollständig mit 1,5 kV Gleichspannung elektrifiziert. Die mit 108 km längste Strecke ist die Bahnstrecke Bilbao–Donostia. Weitere Strecken der ETS sind:
- Bahnstrecke Amorebieta–Bermeo (29 km)
- Bahnstrecke Donostia–Hendaye (22 km bis nach Frankreich)
- die Txorierribahn (14 km)
- Linie 3 (8 km)
- Verbindungsbahn Basurto–Ariz (7 km)
- Verbindungsbahn Irauregi–Lutxana (5 km)

Das Netz ist in Basurto Hospital und Irauregi mit dem ebenfalls meterspurigen ehemaligen FEVE-Netz der ADIF verbunden. Außerdem gehört eine 4 km lange Museumsbahnstrecke zum ETS-Netz (Baskisches Eisenbahnmuseum). 81 Bahnhöfe befinden sich im Netz. Hauptkunde des ETS ist das Eisenbahnverkehrsunternehmen Euskotren.